# Eusterinx aquilonigena
Eusterinx aquilonigena là một loài tò vò trong họ Ichneumonidae.